# Homaea messrae
Homaea messrae là một loài bướm đêm trong họ Noctuidae.